# 너와 나의 비밀일기
"너와 나의 비밀일기"는 1987년에 개봉한 대한민국의 영화이다.

## 캐스팅
- 이재학
- 이상아
- 김인문
- 유명순
- 명희
- 최삼
- 김성겸
- 김동현
- 여운계
- 이옥규
- 배유영
- 최종갑
- 원유라
- 박정용
- 이승희
- 김유흥
- 신경호
- 정근모
- 이진호
- 박훤용
- 유충혈
- 김용주
- 오창영
- 김성민
- 이용주
- 김형진
- 남기진
- 김정현
- 엄덕수
- 이경
- 이상훈